# 納皮爾勳爵
墨奇斯頓的納皮爾勳爵（Lord Napier, of Merchistoun）屬於蘇格蘭貴族爵位，於1627年為廷臣及政治家阿奇博爾德·納皮爾（Archibald Napier）所創設。而在同年早一點的時候，阿奇博爾德·納皮爾又獲冊立為從男爵，而該從男爵屬於諾華士高沙從男爵爵位，封地則同樣是墨奇斯頓。到1683年，其從男爵爵位因故處於休止狀態，到19世紀初才由其家族的另一分支所繼承。此外，自1683年至1686年間，繼承納皮爾勳爵頭銜的人士同時擁有卡諾克的尼考爾生從男爵（Nicolson Baronetcy of Carnock）頭銜，而從1752年至今，則同時擁有費利斯坦的司葛從男爵（Scott Baronetcy of Thirlestane）頭銜。另外在1872年，第10代納皮爾勳爵獲冊立為埃特里克男爵（Baron Ettrick），而該爵位則屬於聯合王國貴族爵位。

## 歷史
阿奇博爾德·納皮爾是著名數學家，對數發明人約翰·納皮爾之子。曾任蘇格蘭詹姆士六世的寢宮男侍，以及蘇格蘭高等民事法院法官。在1627年3月2日，他獲冊立為從男爵，封地位於中洛錫安郡的墨奇斯頓，並且是屬於諾華士高沙從男爵爵位。但數個月後，他獲再度晉爵，成為蘇格蘭貴族，封號為墨奇斯頓的納皮爾勳爵。第三代勳爵在世的時候，獲得了一份新的專利狀，該專利狀說明勳爵爵位，包括家族姓氏與紋章，准許由女性繼承，不過卻有以下的限制。第一，繼承人可以是勳爵之女兒與其女兒之子女。第二，若果條件一未能符合，爵位則會由勳爵之姐姐或妹妹，以及她們之子女所繼承，諸如此類。
第三代勳爵於1683年去世，其從男爵爵位隨即處於休止狀態（該從男爵爵位後來被重新繼承，請見墨奇斯頓的納皮爾從男爵），至於他的勳爵爵位則根據了新的專利狀，由姪兒托馬斯·尼考爾生爵士，卡諾克的第四代從男爵（Sir Thomas Nicolson, 4th Baronet, of Carnock）所繼承，而尼考爾生爵士的母親正正就正正是第二代納皮爾勳爵之長女。這位第四代勳爵英年早逝，死時未婚，結果其原有的從男爵爵位由他的堂弟以法定繼承人之身份繼承（詳情請見卡諾克男爵），而勳爵爵位則由一位姑母繼承，這位姑母之丈夫名約翰·布利斯本（John Brisbane），她繼承爵位後取得了納皮爾貴夫人之頭銜。
第五代納皮爾貴夫人去世後，勳爵爵位由她的外孫繼承。這位外孫的父親是威廉·司葛爵士，第二代從男爵（Sir William Scott, 2nd Baronet），因此第二代從男爵在1725年去世後，第六代勳爵又進而承襲為費利斯坦的第三代從男爵。自此以後，凡取得納皮爾勳爵頭銜的人士均會一併取得費利斯坦的司葛從男爵頭銜。第六代勳爵之孫子是第八代勳爵，他曾經自1796年至1806年以及自1807年至1823年擔任蘇格蘭在上議院的貴族代表，此外他又曾自1819年至1823年擔任塞爾扣克郡郡尉（Lord Lieutenant of Selkirkshire）。
第八代勳爵在1823年去世後，爵位由其子繼承，是為第九代納皮爾勳爵，但是中文史籍一般通稱他為律勞卑。第九代納皮爾勳爵曾自1824年至1832年擔任貴族代表，1834年以英國駐華商務總監的身份前往中國，但未幾即死於澳門。他的兒子，第十代勳爵，是著名的外交官，在1872年獲冊立為塞爾扣克郡埃特里克的埃特里克男爵（Baron Ettrick, of Ettrick in the County of Selkirk），是屬於聯合王國貴族爵位。取得這個爵位以後，第十代勳爵與他的法定繼承人便可憑此自動在上議院取得議席。但自從《1999年上議院法令》通過後，這種權利又已被撤銷。截至2007年為止，納皮爾勳爵頭銜已傳了十四代，現任的勳爵在1954年繼承父親取得頭銜，其頭銜則標示為「納皮爾與埃特里克勳爵」（Lord Napier and Ettrick）。

## 納皮爾勳爵 （1627年）
- 阿奇博爾德·納皮爾，第一代納皮爾勳爵 （c.1575年—1645年）
- 阿奇博爾德·納皮爾，第二代納皮爾勳爵 （c.1625年—1660年）
- 阿奇博爾德·納皮爾，第三代納皮爾勳爵 （？—1683年）
- 托馬斯·尼考爾生，第四代納皮爾勳爵 （1669年—1686年）
- 瑪格麗特·布利斯本，第五代納皮爾貴夫人 （？—1706年）
- 弗朗西斯·納皮爾，第六代納皮爾勳爵 （c.1702年—1773年）
- 威廉·納皮爾，第七代納皮爾勳爵 （1730年—1775年）
- 弗朗西斯·納皮爾，第八代納皮爾勳爵 （1758年—1823年）
- 威廉·約翰·納皮爾，第九代納皮爾勳爵 （1786年—1834年）（後世通稱律勞卑）
- 弗朗西斯·納皮爾，第十代納皮爾勳爵，第一代埃特里克男爵 （1819年—1898年）
- 威廉·約翰·喬治·納皮爾，第十一代納皮爾勳爵，第二代埃特里克男爵 （1846年—1913年）
- 弗朗西斯·愛德華·巴茲爾·納皮爾，第十二代納皮爾勳爵，第三代埃特里克男爵 （1876年—1941年）
- 威廉·弗朗西斯·西里爾·詹姆士·漢密爾頓·納皮爾，第十三代納皮爾勳爵，第四代埃特里克男爵 （1900年—1954年）
- 弗朗西斯·尼格爾·納皮爾，第十四代納皮爾勳爵，第五代埃特里克男爵 （1930年—2012年）
- 弗朗西斯·大衛·查爾斯·納皮爾，第十五代納皮爾勳爵，第六代埃特里克男爵 （1962年—）

勳爵爵位之法定繼承人為現任勳爵之兒子威廉·亞歷山大·曉治·納皮爾閣下（1996年—）。

## 費利斯坦的司葛從男爵 （1666年）
塞爾扣克郡費利斯坦的司葛從男爵爵位（The Scott Baronetcy, of Thirlestane in the County of Selkirk）乃屬於諾華士高沙從男爵爵位，於1666年8月22日為弗朗西斯·司葛創設。
- 弗朗西斯·司葛爵士，第一代從男爵 （1645年-1712年）
- 威廉·司葛爵士，第二代從男爵 （c.1680年-1725年）
- 弗朗西斯·司葛爵士，第三代從男爵 （c.1702年—1773年）（在1706年時已繼承納皮爾勳爵頭銜）

此後由納皮爾勳爵頭銜之繼承人一併繼承

## 請參見
- 納皮爾家族
- 卡諾克男爵
- 墨奇斯頓的納皮爾從男爵